# Basil Cameron
Basil George Cameron Hindenburg (auch Basil George Cameron Hindenberg; * 18. August 1884 in Reading; † 26. Juni 1975 in Leominster) war ein englischer Geiger und Dirigent.
Cameron studierte zunächst bei dem Organisten und Komponisten Tertius Noble in York und von 1902 bis 1906 an der Berliner Hochschule für Musik bei den Geigern Joseph Joachim und Leopold Auer. Von 1906 bis 1912 war er Geiger im London Symphony Orchestra.  1912 wurde er musikalischer Direktor im Seekurort Torquay. Dort trat er unter dem Namen seines aus Deutschland stammenden Vaters Hindenburg (bzw. Hindenberg) auf und veranstaltete 1913 ein Wagner-Festival und 1914 ein Richard-Strauss-Festival.
Bei Ausbruch des Ersten Weltkrieges trat er in die britische Armee ein und wurde in Frankreich eingesetzt, wo er verwundet wurde. Nach dem Krieg wirkte er als Dirigent in Brighton, Harrogate und  Hastings. Von 1928 bis 1933 dirigierte Cameron verschiedene Londoner Orchester, darunter das BBC Symphony Orchestra. Nach einem Gastauftritt mit dem San Francisco Symphony Orchestra 1930 wurde er zu dessen musikalischen Leiter neben Issay Dobrowen berufen. 1932 gab er die Stelle auf und wurde Chefdirigent des Seattle Symphony Orchestra.
Ab 1938 arbeitete er wieder als Dirigent in England. Unter anderem war er Assistent von Henry Wood bei den Proms und leitete 1950 in der Royal Albert Hall eine Aufführung der Lisztschen Bearbeitung von Schuberts Der Hirt auf dem Felsen mit Elisabeth Schwarzkopf. Besonders erfolgreich wurde seine Zusammenarbeit mit dem Pianisten Benno Moiseiwitsch bei Konzerten und Plattenaufnahmen. 1957 wurde er als Commander of the British Empire geehrt.